# 30女の思うこと 〜上海女子物語〜
『30女の思うこと 〜上海女子物語〜』（さんじゅうおんなのおもうこと シャンハイじょしものがたり、原題：三十而已）は、2020年の中国のテレビドラマ。全43話。日本では2021年にLaLa TVで初放送。

## あらすじ
独身のマンニー（ジャン・シューイン）は、高級ブランドショップの優秀な販売員。両親からは常々実家に帰ってこいと言われるものの、充実した仕事と上海での暮らしを続けるために必死に働く。
そんな中、マンニーは接客した女性が思わぬ高額の買い物をしたことで、報奨としてクルーズ旅行に行くことになる。そこで、香港で会社を経営しているという実業家のジョンシエン（マー・ジーウェイ）と意気投合する。
一方、夫のファンシャン（リー・ザーフォン）と花火会社を立ち上げ、主婦業に専念するジア（トン・ヤオ）は、外資系企業で働いていた経験を活かして夫の事業にアドバイスをしながら、子供の教育環境を整えるために高級マンションに引っ越す。ところが、入園を希望していた幼稚園の面接に失敗。どうにか入園を取り付けるために、コミュニティのボス的存在でありマンションの最上階に住むワン夫人を味方につけようと画策する。
そして、ジアの親友で不動産会社に勤めるOLのシャオチン（マオ・シャオトン）は、お見合いで結婚した夫・ユー（ヤン・レー）と「5年は子供を作らない」と約束していたが、予期せず妊娠。同居人のような距離感で生活をしていたユーと、ついに向き合うことになるのだが…。

マンニー、ジア、シャオチン、30歳を迎える彼女たちが選び取る未来とは…？

## 登場人物

### 主人公
- ワン・マンニー：ジャン・シューイン
- グー・ジア：トン・ヤオ
- ジョン・シャオチン：マオ・シャオトン

### 主な出演
- チェン・ユー：ヤン・レー（中国語版）
- シュー・ファンシャン：リー・ザーフォン（中国語版）
- リャン・ジョンシエン：エドワード・マー（中国語版）
- ジョン・シャオヤン：イエン・ズードン（中国語版）
- グー・ジンホン：ヤン・リーシン（中国語版）
- ジャン・チェン：マオ・イー
- ジャン・ジー：ワン・ズージェン（中国語版）
- リン・ヨウヨウ：チャン・ユエ（中国語版）
- 許子言：陳天雨
- 陳旭：周澄奧
- 趙静語：高海寧（中国語版）
- 陸姐：戴嬌倩（中国語版）
- 于伯：楊新鳴（中国語版）
- 魏志傑：江柏萱
- 王太太：楊雨婷（中国語版）
- 李太太：張彤
- 小白：蔡蝶
- M店店長：傅淼
- Zoe：衛萊
- Linda：白茹
- Amanda：楊柳青（中国語版）
- 戴晴：田依桐（中国語版）
- 沈傑：王仁君（中国語版）
- 沈太太：張静静
- 沈父：大力
- 顔場長：李斌
- 鍾父：蔡綱
- 鍾母：田岷
- 陳姐：紅花
- 葉依依：康可人

### 特別出演
- 梁爽：関暁彤
- 姜小果：卜冠今（中国語版）
- 羅艶：李庚希
- 段家宝：董思怡（中国語版）